# 浜野はるき
浜野 はるき（はまの はるき、2000年5月30日 - ）は、福岡県出身の女性シンガーソングライター。

## 略歴
2018年7月29日、Bリーグに所属するライジングゼファーフクオカの公式ダンスボーカルユニット『RZ』として活動。
2019年、1st Single「私の慷慨とMONOSASHI」をリリース。
2020年4月16日、1stALBUM“2000”リリース
2021年、ABEMA TV「シャッフルアイランド」に出演。
2021年、1stPhoto book “h/H”を販売。
2022年1月7日、2nd ALBUM“日常の中にある非日常”をリリース。
2022年11月19日、1stONEMAN LIVE “夢心地”を代々木ミューズにて開催。
2022年12月10日、3rd  EP“過去の私へ、笑えるように。”リリース。
2023年5月20日、2nd ONEMAN LIVE“時間旅行”をTOKIO TOKYOにて開催。
2023年11月8日、オフィシャルファンクラブ“Parufam”オープン
2023年11月18日、3rd  ONEMAN LIVE“Love it"を横浜みなとみらいブロンテにて開催。
2023年11月22日、バイラルヒットを起こした“ギジコイ”リリース。ここから、浜野はるき6ヶ月連続リリース決定。
2024年1月1日、自身のマネジメント会社“ICML合同会社”設立。
2024年6月19日、ファンコミュニティ“Parufam”をFanicon内にリニューアル。
2024年6月28日、1st ONEMAN LIVE tour“Princess World”を完走。4月より福岡、大阪、東京の3都市にて開催。
2024年7月24日、4th EP“LovE ToXic”リリース。
2024年11月2日、初となるホールONE MANを日本橋三井ホールにて開催。チケットは完売。
2024年11月29日、浜野はるきClub tour開催。北海道から沖縄まで全15都市のナイトクラブにスペシャルゲストとして出演。
2025年5月7日、自身のマネジメント会社（ICML LLC）内にプライベートレーベル“BaBY FaITH”を設立。
2025年5月7日、1st ALBUM“NET BaBY”リリース。
2025年6月8日、LIVE HOUSE tour“SUPER SONIC”を完走。5月より福岡、広島、仙台、札幌、大阪、名古屋、東京の全7都市のライブハウスにて開催。

## 人物
- B型で双子座[3]。
- ヒッチハイクで上京した[3]。

## 出演
- ABEMA TV「シャッフルアイランド」（2021年）

## ディスコグラフィ

### シングル
- 私の慷慨とMONOSASHI（2019年）

### アルバム
| # | タイトル                               | 収録曲 | 備考 |
| - | -------------------------------------- | ------ | ---- |
| 1 | 日常の中にある非日常                   |        |      |
| 2 | 2000                                   |        |      |
| 3 | 過去の私へ、笑えるように。             |        |      |
| 4 | Hamano Haruki "Re:Arranged" (2023 ver) |        |      |